# Kuchnia polska w dawnych czasach

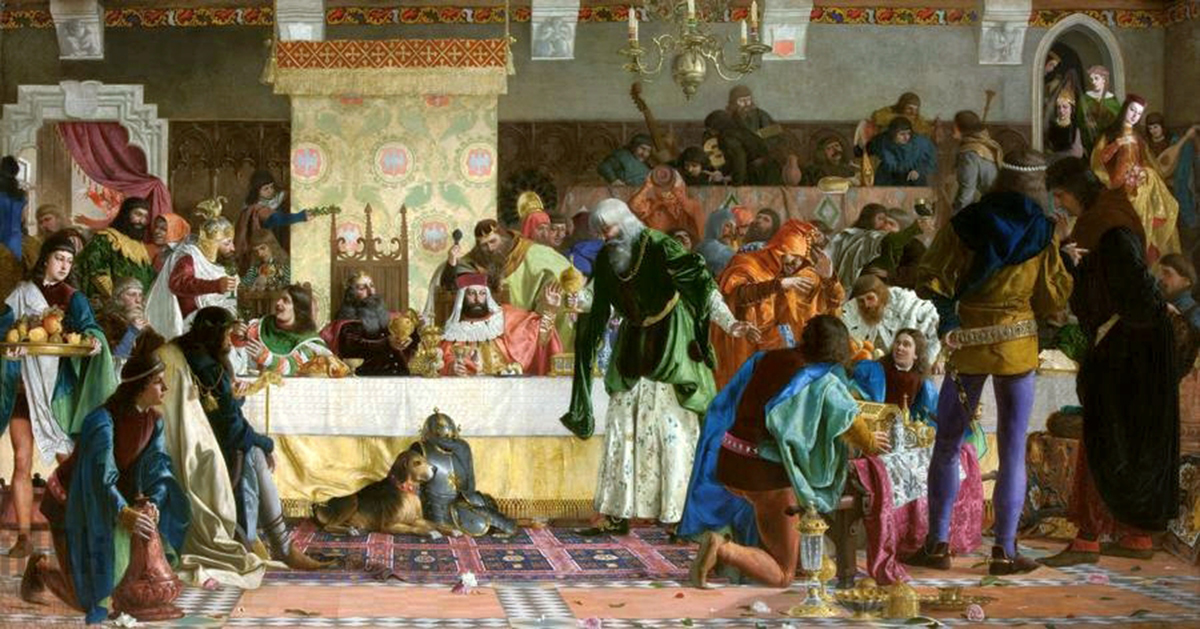
Bronisław Abramowicz – Uczta u Wierzynka (1876)

Dawna kuchnia polska – oparta na prostych potrawach wytwarzanych z płodów rolnych (proso, żyto, pszenica), mięsa zwierząt dzikich i hodowlanych oraz owoców, ziół i przypraw uzyskiwanych drogą zbieractwa. 
Znana była przede wszystkim z obfitego wykorzystania soli i stałej obecności kasz. Cechowały ją: wysoka kaloryczność dań oraz spożycie piwa i miodu pitnego jako podstawowych napojów, w odróżnieniu od rozpowszechnionego w południowej i zachodniej Europie wina.
Różnice względem kuchni innych narodów słowiańskich były niewielkie i wynikały głównie z dostępności poszczególnych rodzajów żywności. Ze względu na brak bezpośrednich źródeł, historię kulinarną od czasów przedpiastowskich do XVIII wieku bada się przede wszystkim na podstawie przekazów rodzimych kronikarzy i zagranicznych podróżników, analiz porównawczych z innymi krajami regionu i lepiej poznanych zwyczajów żywieniowych kolejnych epok.

## Dostępna żywność

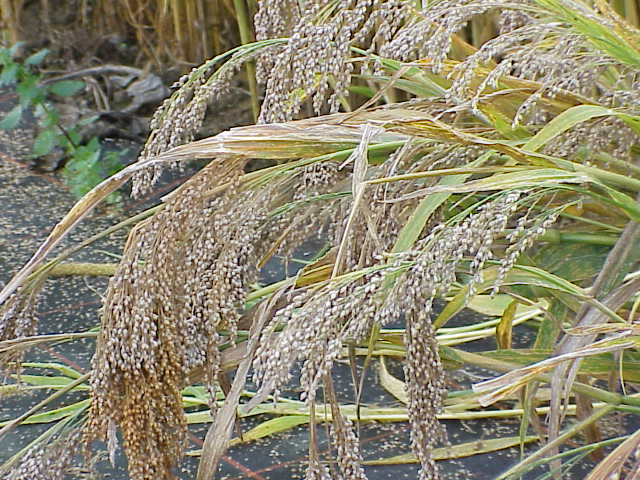
Proso, główna roślina uprawna w początkach polskiego średniowiecza

Pożywienie w średniowieczu pochodziło przede wszystkim z rolnictwa. Wysiewano proso, z czasem także żyto i pszenicę. Znano rośliny motylkowe (bób, groch, wykę i soczewicę) i warzywa (marchew, ogórki, kapustę, cebulę, koper ogrodowy, rzepę). Wśród drzew owocowych, wbrew opinii o braku owoców, dominowały jabłonie, śliwy, wiśnie, czereśnie, grusze, orzech włoski, rzadziej brzoskwinie.
Dietę uzupełniały produkty, pochodzące z hodowli, zbieractwa i rybołówstwa. Hodowano świnie i owce, później rozpowszechniła się hodowla kóz oraz ptactwa domowego, z którego pozyskiwano pierze i jajka, ale także mięso. W lasach wypasano wieprze. Słynęła Polska także z miodu. W relacji nuncjusza papieskiego Juliusza Ruggieriego z roku 1565 „ma Polska (…) wielką obfitość miodu, mianowicie w Litwie, na Rusi, w Prusiech i Mazowszu, gdzie oprócz pasiek w pobliskości domów chowają pszczoły w lesie, w umieszczanych na ten cel ulach na wierzchołku wysokich sosen z drzwiczkami, które się otwierają w czasie pobierania miodu, z którego sycą napój podobny do wina…”.
Mięso, poza hodowlą, pochodziło również z polowań. Z czasem jednak dla uboższej ludności możliwość ta została ograniczona przez wprowadzenie książęcych regaliów, które stopniowo zabraniały polowań: początkowo na grubego zwierza (niedźwiedzia, tura, łosia), a następnie zakaz ten rozszerzono także na mniejsze zwierzęta. Na niektórych ziemiach polskich dla zmniejszenia kłusownictwa pozwalano kmieciom na łapanie ptactwa: (przepiórek, kuropatw) oraz drobnego zwierza; w zamian za to wymagano świadczenia ustalonych usług. Spożycie mięsa przez ubogie warstwy społeczeństwa zmniejszyły ruch kolonizacyjny i polityka immunitetów, poprzez którą określano granice wsi.
Kolejnym składnikiem pożywienia były ryby słodkowodne i morskie. Należały do nich leszcze, szczupaki, karpie, karasie, sumy, węgorze, sandacze i płocie, łososie, jesiotry, dorsze i śledzie. Dopełnieniem był nabiał: sery wędzone i świeże, słodkie i kwaśne mleko. Ponadto spożywano jajka i owoce lasu. Urozmaicano stół produktami, pochodzącymi ze zbieractwa: grzyby, które suszono lub kiszono, jagody, maliny, orzechy leszczyny. W latach nieurodzaju i głodu gotowano kasze z rdestu, szarłatu i ziarna komosy. Dla zwiększenia ilości pokarmu w latach nieurodzajnych dodawano żołędzie i brukiew.

## Przechowywanie żywności i podstawowe potrawy

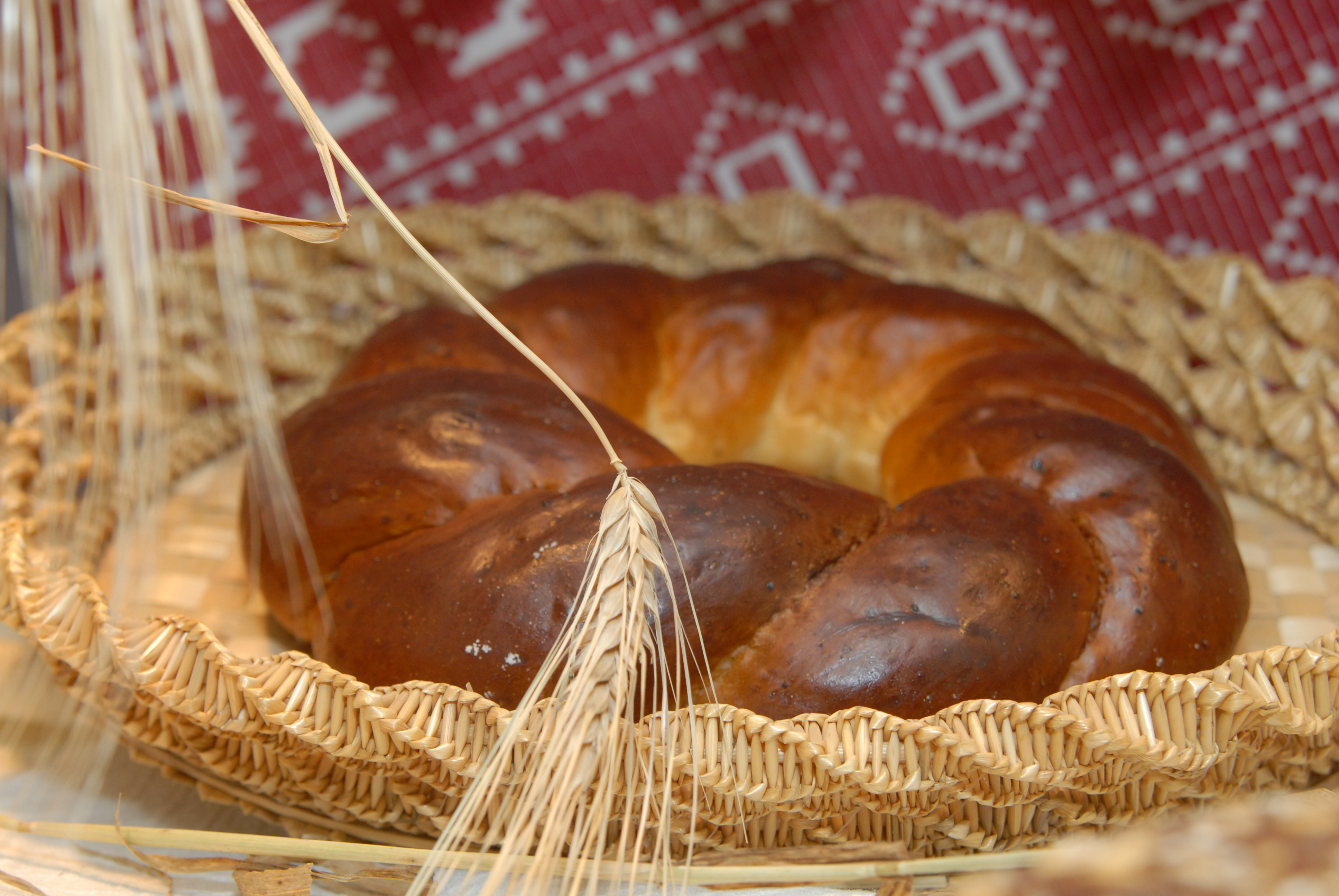
Tradycyjny kołacz weselny; rodzaj pieczywa znany już w średniowieczu

Pozyskiwanie żywności uzależnione było od pór roku: zboże i rośliny strączkowe pozyskiwano latem, jesienią zbierano owoce i większość warzyw, urządzano na większą skalę połowy ryb, zimą ubijano zwierzęta domowe i łowne. Zboże podsuszano i zsypywano do spichlerzy, kapustę kiszono, inne warzywa przechowywano w kopcach i piwnicach, owoce suszono i robiono z nich powidła. Mięso solono i suszono na słońcu lub wędzono, gdy przewidywano jego szybkie spożycie.
Sposoby przechowywania miały wpływ na sposób przyrządzania dań. Świeże produkty podlegały gotowaniu, duszeniu albo pieczeniu na ruszcie lub na rożnie. Mięso przygotowane do dłuższego przechowywania najpierw obgotowywano lub moczono, następnie solono. Gdy mięso było mocno przesuszone, nadawało się jedynie na rozgotowanie na papkę. Dla poprawy smaku takich potraw mięsnych dodawano groch, soczewicę i kaszę, także przyprawy. Z kaszy robiono polewki lub podawano ją z tłuszczem. Z warzyw gotowano zupy. Chleb często był zastępowany przez groch prażony. W nieurodzajnych latach gotowano kapustę, bób, kłącza dzikich roślin i rzepę. Zamożni spożywali sosy o silnym smaku.
Pieczywo białe dostępne było dla zamożnych. Biedniejsi zadowalali się podpłomykami pieczonymi na otwartych paleniskach. Niekiedy wypiekano na zapas chleby w piecach na podgrodziu. W XII-XIII w., dzięki upowszechnieniu zboża i młynów, chleb znalazł się także na stołach warstw biedniejszych. Był wyznacznikiem zamożności: bogaci spożywali biały chleb, bułki i ciasta, biedni zaś jedli chleb z mąki razowej i jęczmienia bądź owsa. Kołacze, ciastka i bułki zastępowały im tłuste pączki i obwarzanki lub miodowe placki jęczmienne.
Dawne przepisy kulinarne nie zachowały się, dlatego trudne jest ustalenie podobieństw kuchni polskiej do sztuk kulinarnych państw ościennych. Znane są natomiast XVI-wieczne upodobanie kulinarne: jadano obficie, potrawy były ciężkostrawne i nie zawsze smaczne. O tym, jak żywiło się mieszczaństwo pisał Rej:

Kto się chce tym dziwom przypatrzyć, jako się chudzina żywi, idź na krakowski rynek, tam się nadziwujesz: a no jedna kiełbaski smaży, druga gzelce przedaje, druga wątrobę pieczoną z octem a z cebulą, druga z opłatki po rynku i ulicach biega, druga z wieńcy, druga z żółtki i z czyrwoną maścią siedzi. Więc tu i u krup, u śledzi, u masła, u jabłek, u żemeł, u botów, u ryb, u żuru, u barszczu, u ogórków, u rozmaitych ogrodnych rzeczy siedzi, a kto by się ich naliczył?

Kuchnia chłopska opierała się prawie wyłącznie na pokarmie roślinnym. Mięso na włościańskim stole pojawiało się rzadko, z okazji świąt lub wesel, o ile nie udało się czegoś nielegalnie upolować albo ukraść z pańskiego kurnika. Łowiono też ptaki i ryby, a nadto zbierano po lasach i łąkach wszystko, co do jedzenia się nadawało: jagody, orzechy, grzyby i znaną szczególnie na Polesiu mannę (Glyceria fluitans), gdzie była też jedną z danin włościańskich dla dworu.

## Przyprawy

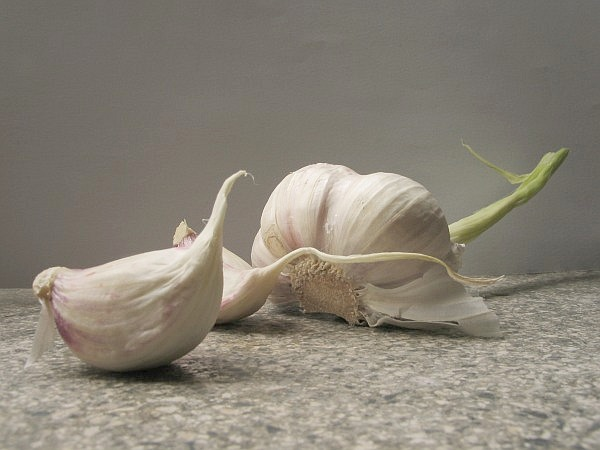
Czosnek, jedna z częstych przypraw

W dawnej Polsce powszechnie stosowano rodzime, a w najbogatszych domach również importowane przyprawy. Te ostatnie były niewyobrażalnie drogie, bo sprowadzane z daleka drogą lądową przez wielu pośredników. Z miejscowych przypraw znano pietruszkę, cebulę, koper, czosnek, jałowiec, lebiodkę, gorczycę, miętę, kminek, babkę, liście wiśni i dębu oraz mak. Sprowadzano zaś z Indii i Wysp Korzennych drogą morską przez Gdańsk lub lądową przez Lwów, przyprawy korzenne: imbir, szafran, pieprz i gałkę muszkatołową. Dopiero od XVI wieku przywożono w "głowach" cukier, dotąd w Polsce zupełnie nieznany (jeszcze w 1648 roku za ćwierć kilograma trzeba było zapłacić 600 dzisiejszych złotych). Duże znaczenie miał wobec tego miód, zapewniający słodki smak ciast i innych potraw, dlatego też zawód bartnika był zawodem cenionym. Sól stosowano zarówno jako konserwant, jak i podstawową przyprawę. Jej szerokie stosowanie stało się cechą polskiej sztuki kulinarnej.
Wszystkie artykuły importowane były niezwykle drogie. Funt cytryn kosztował ok. 1000 PLN, funt gałki muszkatołowej ok. 6000 PLN, a łut pieprzu ok. 450 PLN.

## Trunki

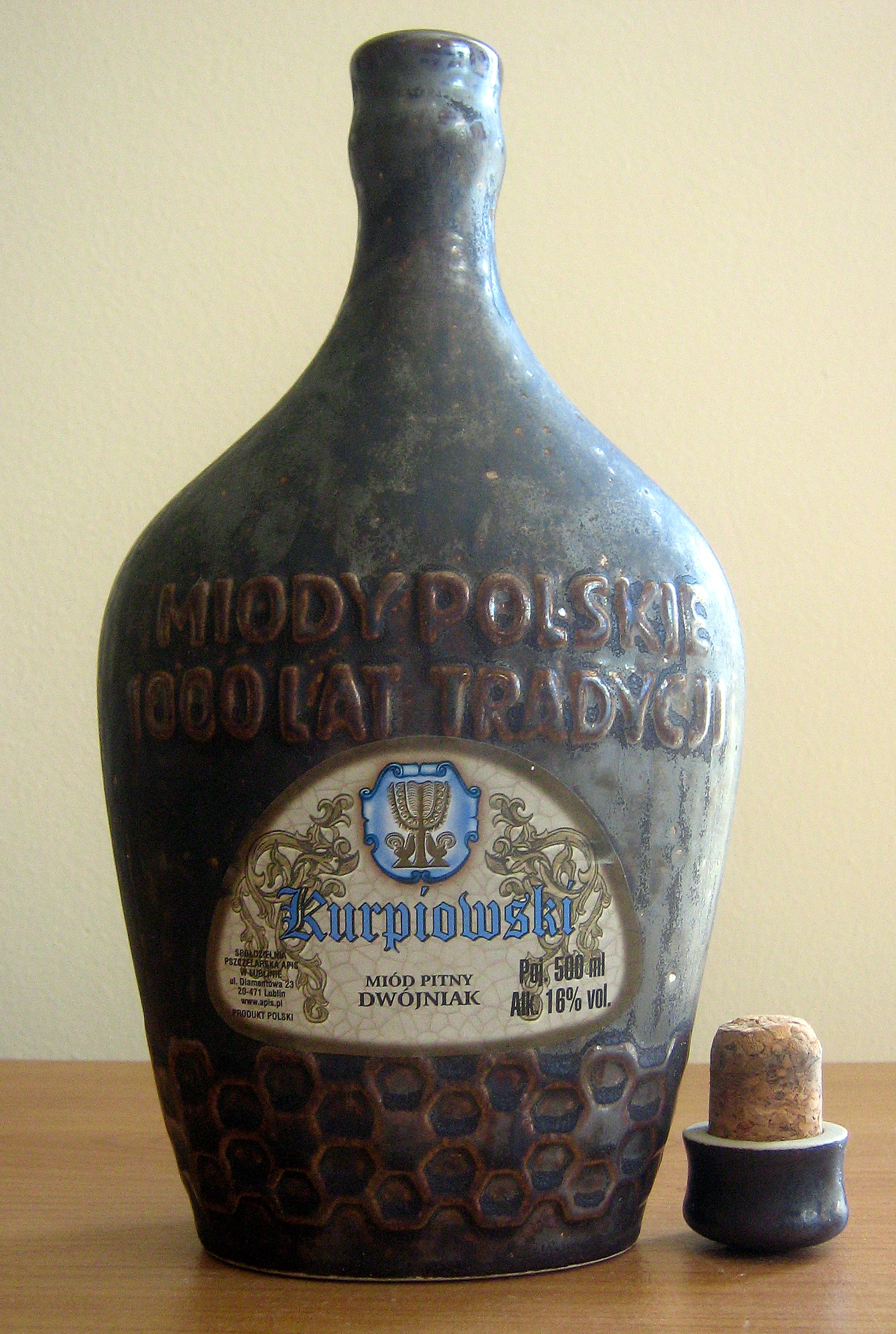
Mocny miód – „dwójniak”

W średniowieczu pito wodę, wywary ziołowe, mleko, serwatkę i maślankę. Bardzo dużą popularnością cieszyły się także napoje alkoholowe. Już w tym okresie zwrócono uwagę na – do dziś stanowiące stereotyp – pijaństwo Polaków. Wpływ trunków spożywanych w Polsce wywierał silniejszy wpływ na organizm, niż spożywane na Zachodzie wino. Podróżnik i dyplomata wenecki Ambrogio Contarini donosił w 1565 roku, że wina w Polsce brakowało, dlatego zastępowano je syconym miodem: „(…) Nie mając wina robią pewien napój z miodu, który upija ludzi znacznie bardziej niż wino”.
Miód jednak w średniowieczu pijano nieczęsto z powodu jego wysokiej ceny. Spożywano go podczas wielkich uroczystości, a dopiero od XVI wieku na dworach zamożnej szlachty powszechnie.
Pospolitym trunkiem było piwo. Według Galla Anonima znane było już za Piasta. Kilka wieków później książę Leszek Biały odmówił udziału w wyprawie krzyżowej tłumacząc się brakiem piwa i miodu w krajach Wschodu. Z upodobania do piwa znani byli także inni Piastowie. Początkowo trunek ten warzono tylko domowym sposobem ze słodu. W późniejszych czasach dodawano do niego chmiel. Produkcję przeniesiono do młynów, a z czasem zaczęto wytwarzać piwo w browarach. Na wysokim poziomie browarnictwo istniało na Pomorzu. W czasach Jagiellonów piwo dotarło na Litwę.
Mniej rozpowszechnione wino dotarło do Polski po przyjęciu chrześcijaństwa i sprowadzeniu na ziemie polskie zakonów, które zwyczajowo zakładały przyklasztorne winnice. Wino rodzime nie miało dobrej jakości, dlatego w stosunkowo dużym zakresie sprowadzano je z Węgier i Grecji. Wina reńskie pijano w dawnej Polsce zazwyczaj z dodatkiem cukru, bowiem dla przywykłych do miodów Polaków było zbyt cierpkie

## Wpływ postów na kuchnię
Znaczny wpływ na pożywienie w Polsce miało wprowadzenie chrześcijaństwa, a z nim postów, zwłaszcza po rozbudowie w XIII wieku sieci parafii. Posty były wymuszane zarówno przez duchowieństwo, jak i władzę świecką. Najbardziej znany jest przykład Bolesława Chrobrego, który według relacji Thietmara nakazywał wybijać zęby tym, którzy nie powstrzymywali się od jedzenia mięsa w dni postne. Zwyczaje towarzyszące wielkiemu postowi w średniowieczu były znacznie bardziej restrykcyjne niż współcześnie. Zakazane było spożycie nie tylko mięs, ale również nabiału należącego do podstaw żywienia. Ponadto do 1248 r. Wielki post w Polsce trwał aż dziewięć tygodni. Ograniczenia postne obowiązywały także w piątki, wigilie ważnych świąt i trzy razy na kwartał w tzw. „suche dni”. W rezultacie, Kościół egzekwując posty przyczynił się do rozpowszechnienia spożycia ryb.

## Różnice stanowe
Kuchnia różnych stanów różniła się bardziej ilością i jakością potraw, niż stosowanymi składnikami. Bogaci mogli sobie pozwolić nie tylko na sycące potrawy, ale również rarytasy takie jak dziczyzna, białe pieczywo, słodycze, drogie przyprawy czy miód pitny. Biedota musiała się zadowolić poślednim, suszonym mięsem i podobnego rodzaju rybami. Na ogół kmieciom nie zagrażał jednak głód. Wielu sprzedawało nawet nadwyżki żywności na targach i jarmarkach. Obficiej jadano od święta, rekompensując sobie w ten sposób długie okresy poszczenia.
Wyjątek stanowiły domy bogatej szlachty i patrycjatu, gdzie niemal zawsze jadano syto i obficie. Ucztę szlachecką lapidarnie scharakteryzowano w literaturze pięknej: „Zawiesisto, pieprzno, słono, korzenno przychodziły na stół misy, a odchodziły czyste. Popijano dobrze i umysły się nastroiły zgodnie a na wysoką nutę”. 
Z drugiej strony przykład dworu królowej Jadwigi i Władysława Jagiełły świadczy, że nawet na monarszym stole codzienne posiłki bywały skromne. Kwestia ta zależała oczywiście od upodobań władcy, bo np. Kazimierz Wielki, Bolesław Chrobry czy Leszek Biały słynęli ze skłonności do ucztowania i znacznego apetytu. Rej, który odrzucał nowinki z zagranicy, pisał w Zwierzyńcu: "Przodkowie nasi, zjadłszy gęś a smażoną pieczenię, a groch z jagłami, postawiwszy donicę na stole pieprzem natartą, z piwem a grzankami, używali wolnych a wesołych myśli…”.

## Obyczaj ucztowania
Biesiady zwykle związane były ze świętami, uroczystościami rodzinnymi lub przyjmowaniem darzonych szacunkiem gości. Niezwykle wystawne były w przypadku monarszych dworów, szczególnie gdy uczta miała znaczenie polityczne. Najwcześniejszym przykładem jest opisana przez Anonima zwanego Gallem biesiada w Gnieźnie, która wywarła wrażenie na cesarzu Ottonie III. Mniej okazale biesiadowali możni, a także mieszczaństwo czy chłopi.
Na co dzień, nawet na dworach książęcych, używano naczyń drewnianych lub cynowych. Na wystawne uczty zachowywano zastawę srebrną, pozłacaną czy nawet złotą. Z czasem wiele drogich naczyń dotarło też do niższych warstw społecznych, czego dowodem są testamenty mieszczańskie z XVI wieku, wymieniające srebrne kubki i łyżki, cynowe talerze czy ozdobne czarki, haftowane obrusy. W wielkie święta takie zastawy używane były także w wielu kmiecych domach. Natomiast widełek, czyli widelców w opisywanym okresie prawie nie używano. Średniozamożny dom szlachecki rzadko kiedy miał więcej niż tuzin łyżek i sztućców srebrnych, więc aż do XVII wieku jadący w gościnę szlachcic miał ze sobą − jak pisał w Pamiętnikach Jan Duklan Ochocki − „łyżkę u pasa”.
Ze względu na brak odpowiednich źródeł trudno jest określić, kiedy i jakie posiłki spożywano. W znacznym stopniu zależało to od pozycji społecznej i wykonywanego zawodu. Z braku oświetlenia przez długi czas uczty wieczorne były zastrzeżone dla środowiska dworskiego. Dzisiejsze śniadanie jest całkowicie polskim źródłom nieznane. Wśród warstw wyższych przyjął się obyczaj spożywania w dni powszednie dwóch głównych posiłków. Przed południem jadano prandium, czyli wczesny obiad, natomiast między godz. 17-18 wieczerzę, określaną mianem coena. Oba posiłki były podobne pod względem liczby i rodzaju dań, które uzależnione były od okazji i statusu przyjmowanych gości. Według Jana Długosza liczba dań na stole Jagiełły podczas wyjątkowo hucznych uczt dochodziła nawet do 100. Ucztom często towarzyszyły opowieści bajarzy, śpiew i muzyka. Z czasem na dworach książęcych zaczęły wykształcać się obyczaje związane z biesiadowaniem oraz  luźna, lecz jednak obowiązująca etykieta dworska, wynikająca z etosu rycerskiego, który na ziemiach polskich zakorzenił się na przełomie XIV i XV wieku.

## Kultura spożywania posiłków

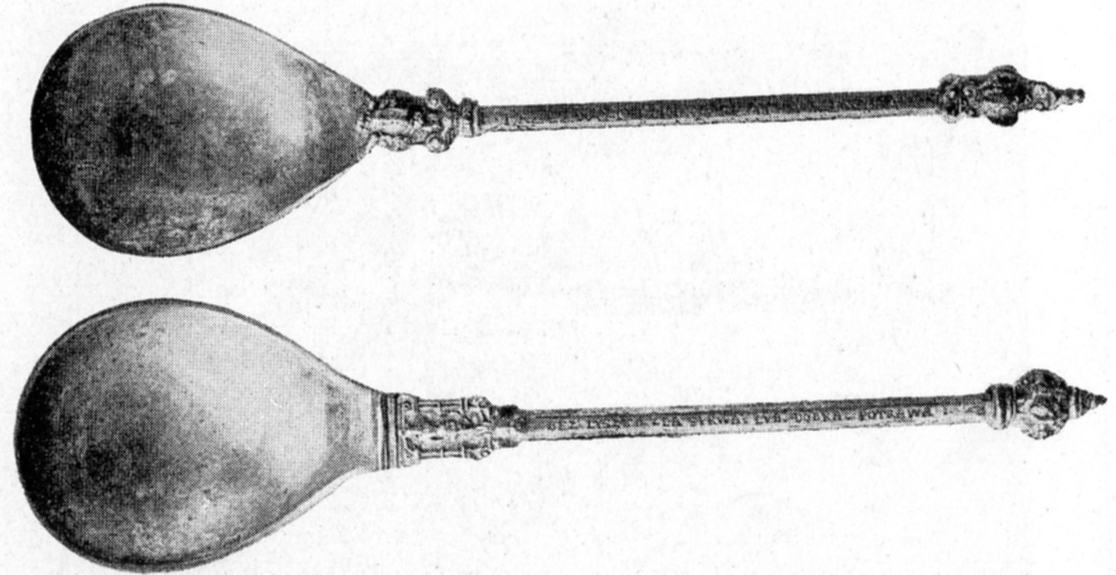
Łyżki polskie (XVI wiek)

Zasady zachowania przy stole wśród ludzi prostych nie zachowały się w żadnych znanych źródłach. Lepiej znane są zasady panujące (szczególnie u schyłku epoki) na dworach. Prawidła etykiety biesiadnej opisał w prześmiewczej formie Przecław Słota w utworze O chlebowym stole, gdzie bywalcom uczt wytykał nieznajomość zasad kultury biesiadnej. Według niego podczas uczty nie należało objadać się, wybierać najlepsze kawałki, wypluwać do misy resztki jedzenia, podnosić i jeść upuszczone kawałki. Natomiast należało zajmować wyznaczone miejsce za stołem, myć palce przed jedzeniem, wycierać usta, nie rozmawiać z jedzeniem w ustach, zabawiać damy i proponować im najlepsze kąski.
Podobnie instruował w pierwszej połowie XIV w. kanonik krakowski Frowin w utworze Antigameratus. Wskazywał tam, jak należy zachować się przy stole, jak używać noża i serwetki, w jaki sposób jeść dania. Porady te nie różniły się od zasad przyjętych w zachodniej Europie, lecz zasadniczo znane były wyłącznie w środowisku dworskim.

## Wpływy obce
O ówczesnej kuchni w Polsce trudno mówić jako o kuchni narodowej, gdyż takie potrawy, jak bigos, rosół czy barszcz, znane były również jej sąsiadom. Kuchnię polską wyróżniało spożywanie kasz, piwa i miodu, jakkolwiek te produkty były też rozpowszechnione wśród Słowian południowych czy Słowian wschodnich. O niektórych specyficznych cechach kuchni w Polsce decydowały dostępne produkty, np. w Polsce do mięsa dodawano ocet lub piwo, podczas gdy na Zachodzie preferowano wino. Wpływy obce nie były znaczne, ale stale rosnące. Od XIV wieku port morski w Gdańsku dostarczał znacznych ilości śledzia ze Skandynawii, piwa z Anglii, wina z Francji i Hiszpanii, a do Krakowa i Lwowa kupcy ormiańscy, słowaccy, tatarscy, tureccy, weneccy sprowadzali przyprawy korzenne, wina węgierskie, włoskie i greckie.
W najzamożniejszych środowiskach arystokracji i patrycjatu wpływy obce wyraźnie zaznaczały się w drugiej połowie XVII wieku; w miastach i na dworach nasiliły się one jeszcze bardziej w epoce saskiej wraz z napływem do Polski licznych cudzoziemców z Zachodu, poszukujących kariery i zarobku. Przejawem tego jest m.in. powstawanie warszawskich kawiarni i cukierni. Późniejsze świadectwa literackie mówią o przeciwstawianiu tradycyjnej kuchni polskiej wobec tej cudzoziemszczyzny, ale dotyczyło to głównie szlachty ziemskiej na prowincji: „Po wsiach jeszcze zajadano bigosy, rozkoszowano się flakami i zaspokajano sztukamięsą z chrzanem”.

## Kuchnia w opiniach obcych

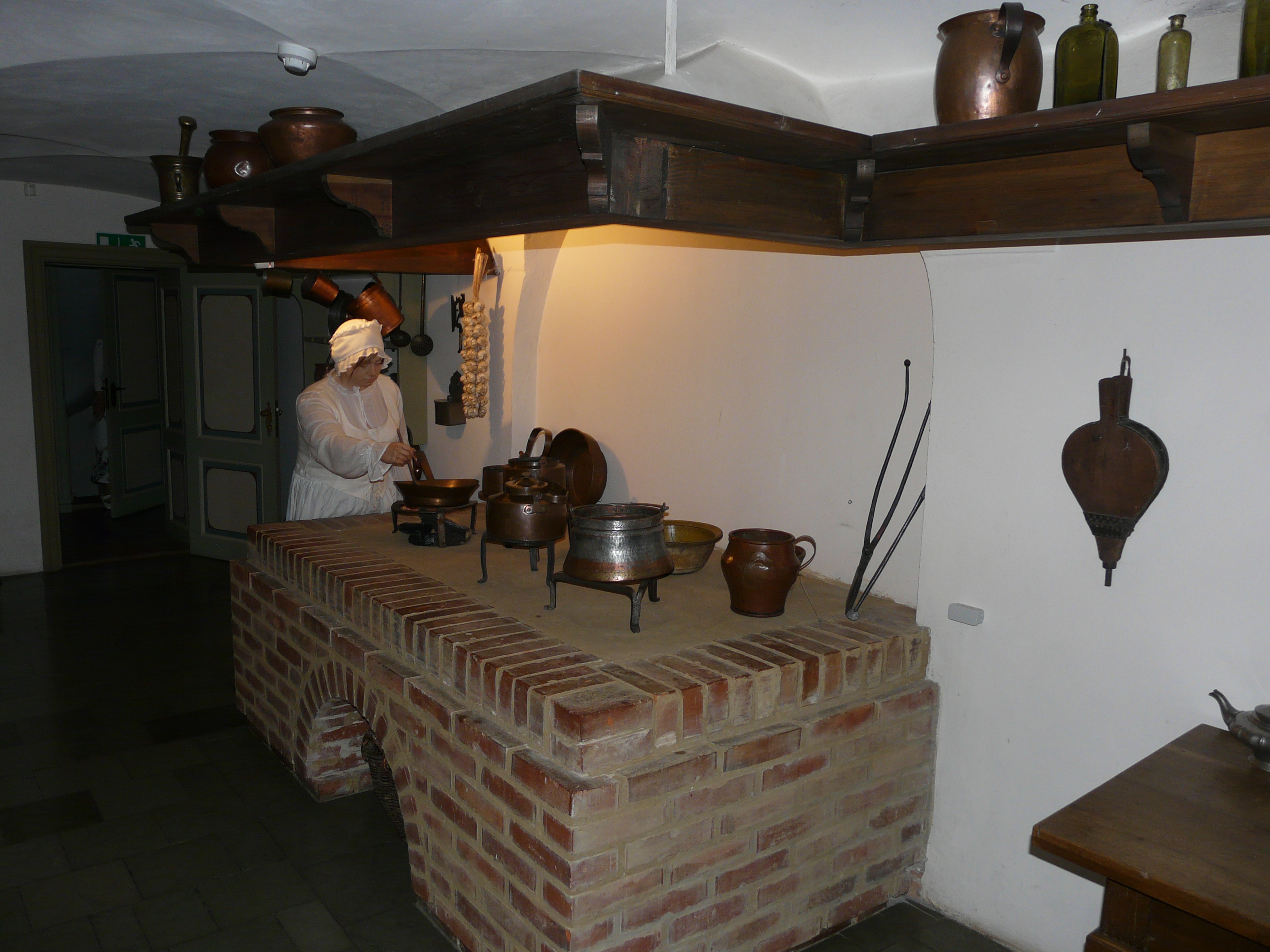
Inscenizacja historycznej kuchni w Polsce

W opinii podróżnych Polaków cechowały obżarstwo i pijaństwo, które na równi z lenistwem i obyczajami czyniły ich ubogimi. Piętnował to m.in. anonimowy autor jednego z kazań średniowiecznych. Według innej opinii:

[Polacy] słono jedzą, mocno się upijają, a przez to źle czynią.

Odwiedzający Polskę wspominali, że na stołach Polaków brakuje powszechnych na zachodzie potraw, jak np. niektórych rodzajów owoców, choć ta opinia była niezupełnie słuszna. Z innej strony kreowano wizję Polski jako kraju bogatego i urodzajnego. Dziesięciowieczny podróżnik Ibrahim ibn Jakub pisał:

[...] ona obfituje w zboże i mięso i miód i ryby.

Gall Anonim, gloryfikujący państwo Bolesława Krzywoustego, zanotował:

Kraj to wprawdzie bardzo lesisty, ale niemało przecież obfituje w [...] chleb i mięso i ryby i miód [..]. Powietrze zdrowe, rola żyzna, las miodopłynny, wody rybne, [...] woły chętne do orki, krowy mleczne, owce wełniste.

Choć obraz ten jest silnie przerysowany, to za fakt należy uznać, że problem głodu w Polsce piastowskiej na większą skalę nie istniał:

Przestając na pokarmie prostym, jaki rodzinna wydawała ziemia (...) zaspakajał pragnienie wodą, a głód zbożem, mięsiwem, rybą, mlekiem, miodem i jarzyną.